# Agathe Zeis

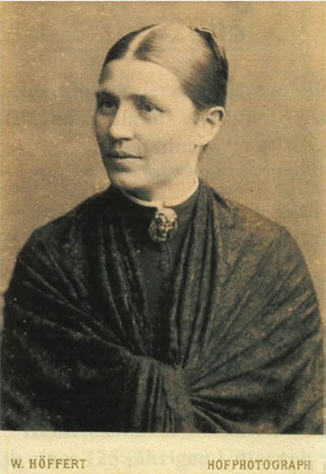
Agathe Zeis

Agathe Marie Dorothea Zeis (geb. Rudolf, * 29. Mai 1840 bei Oschatz; † 27. Dezember 1887 in Bern) gründete und betrieb auf dem Vorwerk Heinrichsthal bei Radeberg die erste deutsche Lehrmeierei. Sie führte den französischen Camembert in Deutschland ein.

## Leben
Nach der Schulausbildung arbeitete Agathe geb. Rudolf auf dem Rittergut Naundorf bei Oschatz. Bei dem Besitzer Bernhard von der Planitz erhielt sie eine landwirtschaftliche Ausbildung.
Agathe Zeis war mit dem aus Podemus stammenden Gutsinspektor Hermann Alexander Zeis verheiratet. Von 1863 bis 1876 hatte das Ehepaar das Oschatzer Postgut gepachtet. Nach Ablauf der Pachtzeit 1877 kaufte Hermann Zeis das Vorwerk Heinrichsthal bei Radeberg. Um 1880 schrieb Agathe Zeis eines der ersten Lehrbücher zur Milchwirtschaft, das den Titel „Die Milch und die Butter. Ein Lehrbuch für die Ausbildung junger Mädchen in der Hauswirtschaft im allgemeinen, wie in der Milchwirtschaft im besonderen“ trug. Das Buch wurde seinerzeit nicht gedruckt; das Manuskript blieb jedoch erhalten. Im Jahr 2010 erschien Zeis’ Lehrbuch anlässlich des 130. Jubiläums der Camembert-Käserei in Heinrichsthal erstmals im Druck.
Das Ehepaar Zeis blieb kinderlos.
Im Dezember 1887 erkrankte Agathe Zeis während ihres Aufenthaltes in Bern schwer an Gelbsucht, sie verstarb am 27. Dezember 1887 im Universitäts-Spital in Bern an Leberversagen. Die Beisetzung erfolgte auf dem Berner Bremgartenfriedhof.
Nach dem Konkurs 1887 und der Zwangsversteigerung der Meierei Heinrichsthal 1888 gründete Hermann Zeis 1896 in Zell im Odenwald eine Molkerei, er wirkte dort bis zu seinem Tod am 15. Oktober 1898.

## Wirken

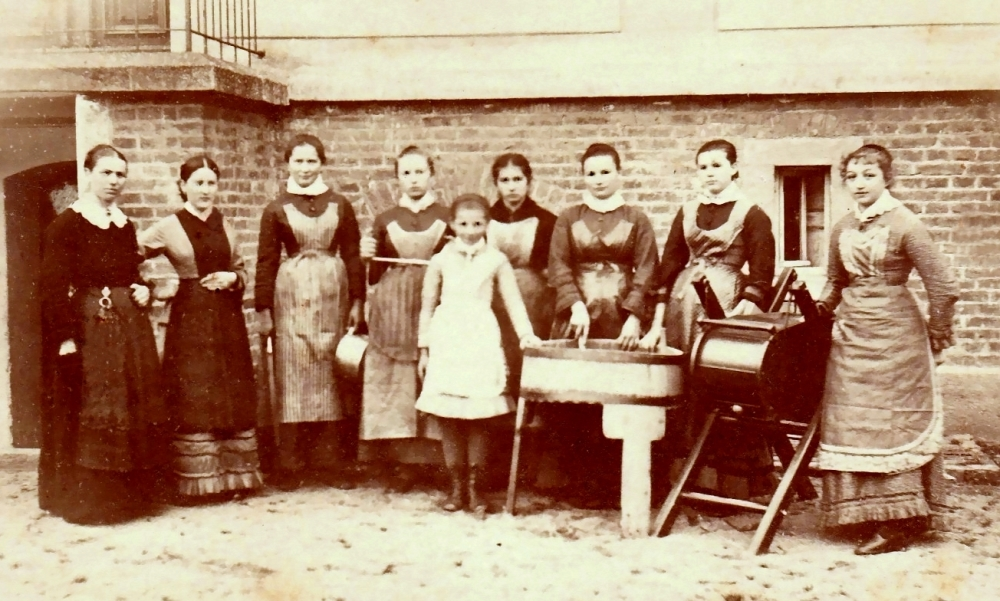
Agathe Zeis (links) mit Schülerinnen ihrer Lehrmeierei Heinrichsthal Radeberg

Zeis hospitierte zwischen 1880 und 1882 in den Molkereischulen Rastede und Groß Himstedt und schließlich bei Wilhelm Fleischmann, dem Leiter der Höheren Molkereianstalt Raden bei Lalendorf (Mecklenburg). Am 1. Juli 1880 konnte sie mit Unterstützung des Sächsischen Landeskulturrates und mit späteren Schüler-Stipendien der Sächsischen Königin Carola ihre „Lehrmeierei Heinrichsthal – Haushaltungsschule für landwirtschaftliche Töchter“ gründen und Unterricht in Milch- und Hauswirtschaft erteilen. Insgesamt erhielten 182 Schülerinnen eine Ausbildung in der Lehrmeierei, u. a. aus Österreich, Polen, Frankreich und Amerika. 1885 musste Zeis die Lehrtätigkeit aus gesundheitlichen Gründen vorübergehend einstellen.
Auf der vom 11. bis 13. September 1880 in Radeberg auf dem Festplatz hinter dem Schießhaus vom „Landwirtschaftlichen Kreisverein zu Dresden“ veranstalteten „Gewerbe- und Landwirtschaftlichen Ausstellung“ ist auch die Lehrmeierei Heinrichsthal mit einer Medaille ausgezeichnet worden. Am 13. September 1880 besuchte König Albert von Sachsen diese Ausstellung und traf dort mit Agathe Zeis zusammen. Von ihm erhielt sie die Anregung, den beliebten französischen Camembert selbst im Königreich Sachsen bzw. im Deutschen Reich zu produzieren. Agathe Zeis reiste 1883 in die Normandie und studierte die Herstellung des Französischen Fromage de Camembert. 1883 stellte sie in ihrer Meierei Heinrichsthal den ersten deutschen Camembert nach französischem Vorbild her. Auch Brie und Neufchâtel nahm sie in das Produktionsprogramm auf.
1884 erhielt sie das Patent zur Herstellung von Weichkäse nach französischer Art. Die Lehr-Meierei Heinrichsthal Radeberg wurde zum ersten Produktionsstandort von Camembert im Deutschen Reich. Ihr Personal bestand zu dieser Zeit aus 2 Meierinnen, 4 Gehilfinnen, 1 Maschinisten (zugleich Kistenmacher) und 1 Buchhalter. Das Absatzgebiet beschränkte sich vorerst auf den Großraum Dresden, konnte aber rasch weit über das Königreich Sachsen hinaus erweitert werden.
Um den gestiegenen Bedarf befriedigen zu können, errichtete das Ehepaar Zeis 1884 in Löbau (speziell für die Herstellung von Neufchâtel) und 1886 in Bautzen je eine Käserei, in der Molkerei in Lauterbach in Hessen bauten sie 1886 eine Käserei auf.
Aufgrund der landesweit schnellen Entwicklung der Milchwirtschaft und der guten Wirtschaftslage der Meierei entstanden 1887 Pläne zu deren Anlagen-Erweiterung und Erhöhung der Produktions-Kapazität, die an Anleihen und langfristige Festpreise für den Mich-Aufkauf gekoppelt waren. Im Widerspruch dazu stand jedoch der generell nicht proportional steigende Vertrieb und Konsum für Molkereiprodukte. Das daraus resultierende Überangebot führte zu einem allgemeinen Preisverfall und auch im Heinrichsthal zu existentiellen finanziellen Schwierigkeiten, so dass das Ehepaar Zeis die Molkerei Löbau verkaufen und den Pachtvertrag mit Bautzen lösen musste.
Agathe Zeis versuchte im Juni 1887 vergebens, bei ihrem ehemaligen Schüler Charles Baumert, der in Antwerp im US-Bundesstaat New York die Feinkäserei Baumert aufgebaut hatte, Anleihen zu beschaffen. Während eines weiteren ebenfalls ergebnislosen Versuches zur Kapital-Beschaffung bei dem befreundeten Felix Anderegg, einem Wegbereiter der damaligen Schweizer Milchwirtschaft, in Bern im Dezember 1887 erkrankte Agathe Zeis schwer.
Das Königliche Amtsgericht Radeberg hatte noch im Dezember 1887 Konkurs über das Vermögen des Ehepaares Zeis angemeldet und bereits am 19. April 1888 die Zwangsversteigerung der Radeberger Immobilien angekündigt. Die Lehrmeierei Heinrichsthal wurde aus dem Handelsregister gelöscht.

## Würdigungen
Aufgrund der Produkt-Qualität und der soliden Führung der Meierei hat König Albert von Sachsen am 26. November 1883 „…der Vorsteherin der Lehrmeierei zu Heinrichsthal Agathe’n Zeis … das Prädikat ‚Königliche Hoflieferantin‘…“ verliehen. Die Meierei wurde in die Liste der „Königlich-Sächsischen Hoflieferanten“ aufgenommen.
Auf der 1884 in München durchgeführten Molkerei-Ausstellung erhielt Agathe Zeis den „Ehrenpreis“ als die höchste dort vergebene Auszeichnung für ihren Heinrichsthaler Camembert. Die Auszeichnungs-Kommission prüfte vor der Verleihung auch die Produktionsstätten, insbesondere auch die hygienischen Verhältnisse.
1937 wurde eine hölzerne Gedenktafel im Sitzungssaal der Heinrichsthaler Milchwerke aufgehängt, die an Agathe Zeis erinnert. Es handelt sich dabei um das zweite deutsche Käsereidenkmal. Der Text auf der Gedenktafel beginnt mit den Worten „Es war im Jahre des Heils Eintausendachthundertachtzig, daß am 1. Juli eine ehrsame Frau aus altem sächsischen Bauerngeschlecht, Agathe Zeis mit Namen, die Heinrichsthaler Milchindustrie gründete. Stund in jenen Zeiten gar schlecht um die sächsische Milchwirtschaft.“ Sodann wird geschildert, wie wenig Aufmerksamkeit zu Zeis’ Zeit die Milchwirtschaft in Heinrichsthal erfuhr, ehe eine entscheidende Wandlung eintrat: „Es begab sich aber zu jener Zeit, daß einer der Lefeld geheißen, die erste Milchzentrifuge erbaute. Ob auch der gemeine Mann nicht ahnte, was damit geschehen, so erkannte mit wenigen anderen auch unsere Agathe Zeis mit klarem Blick, es sei hiermit etwas geschaffen, daß hinfüro der Milchwirtschaft eine neue Grundlage geben würde.“ Sodann werden Gründung und Aufbau der Heinrichsthaler Milchwerke geschildert, bevor Agathe Zeis' Reise nach Frankreich Erwähnung findet, von der sie die Kunst zurückgebracht habe, deutschen Camembert herzustellen, der „nicht nur gleich gut wie der französische“ gewesen sei, woraufhin sie zur (sächsischen) Hoflieferantin ernannt worden sei. Außerdem habe der Deutsche Milchwirtschaftliche Verein ihr 1886 die einzige Goldmedaille, die vergeben worden sei, verliehen.
Ein weiteres Denkmal für Agathe Zeis sollte in Bern errichtet werden. Dieser Plan wurde jedoch nicht ausgeführt. Bis in die Mitte des 20. Jahrhunderts blieb Agathe Zeis’ Grabstein auf dem Bremgartenfriedhof in Bern erhalten. Er trug die Aufschrift: „Agathe Zeis 1840 – 1887. Gewidmet von ihren dankbaren Schülern“.
In Radeberg ist eine Straße nach ihr benannt worden.
Im Rahmen des vom Landesfrauenrat Sachsen initiierten Projektes „frauenorte sachsen“ fand am 30. Oktober 2024 in der Stadtbibliothek Radeberg im Beisein hochrangiger Gäste die feierliche Frauenorte-Tafeleinweihung zu Ehren von Agathe Zeis statt. Die Historikerin Renate Schönfuß-Krause würdigte in einem umfangreichen und eindrucksvollen audiovisuellen Vortrag das Leben und die Errungenschaften der verdienstvollen Frau.